# Soggetti federali della Russia
I soggetti federali della Russia (in russo субъекты России?, sub"ekty Rossii), oppure i soggetti della Federazione Russa (in russo субъекты Российской Федерации?, sub"ekty Rossijskoj Federacii), sono le entità costitutive della Russia e le sue divisioni politiche di alto livello secondo la Costituzione della Federazione Russa. Dal 30 settembre 2022, la Federazione Russa costituzionalmente è composta da 89 soggetti federali, sebbene sei soggetti aggiunti, la Repubblica di Crimea e la città autonoma di Sebastopoli, la Repubblica Popolare di Doneck e la Repubblica Popolare di Lugansk e gli oblast' di Cherson e Zaporož'e, siano riconosciuti dalla maggior parte degli Stati come parte dell'Ucraina.

## Definizione
Secondo la Costituzione della Federazione Russa, la Federazione è costituita da repubbliche, territori, oblast', circondari autonomi, città federali e un'oblast' autonoma, tutti uguali soggetti della Federazione Russa. Tre città russe di importanza federale (Mosca, San Pietroburgo e Sebastopoli) hanno lo status di città federali separate anche se comprendono altri centri abitati (come Zelenograd, Troick, Kronštadt, Kolpino, ecc.), mantenendo le vecchie strutture per gli indirizzi postali. Nel 1993 la Federazione Russa comprendeva 89 soggetti federali. Nel 2008, il numero di soggetti federali era sceso a 83 a causa di diversi accorpamenti. Nel 2014 Sebastopoli e la Repubblica di Crimea sono diventati l'84º e l'85º soggetto federale della Russia.
Ogni soggetto federale ha un capo, un Parlamento e una Corte costituzionale. Ogni soggetto federale ha una propria Costituzione e legislazione. I soggetti hanno pari diritti nei rapporti con gli organi del governo federale. I soggetti federali eleggono due rappresentanti nel Consiglio federale, la camera alta dell'Assemblea federale. Differiscono, tuttavia, per il grado di autonomia di cui godono (federalismo asimmetrico).
I confini della Russia post-sovietica ricalcano quelli della Repubblica Socialista Federativa Sovietica Russa. Nel 1992, durante la cosiddetta "parata delle sovranità" le regioni russe firmarono il trattato della Federazione (in russo: Федеративный договор Federativnyj dogovor), per stabilire e regolare l'attuale composizione interna della Russia, basata sulla divisione delle autorità e dei poteri tra gli organi del governo russo e gli organi del governo delle entità costituenti. L'attuale Costituzione della Federazione Russa, adottata con referendum nazionale il 12 dicembre 1993 e entrata in vigore il 25 dello stesso mese, abolì il modello del sistema di governo sovietico introdotto nel 1918 da Lenin e basato sul diritto alla secessione dal Paese e sulla sovranità illimitata dei soggetti federali.
La nuova costituzione eliminò una serie di conflitti legali, indicò i diritti dei soggetti, introdusse l'autogoverno locale ma non concesse il diritto alla secessione dal Paese presente nell'era sovietica. Alla fine degli anni novanta e all'inizio degli anni duemila, il sistema politico divenne de iure più vicino ad altri Stati federali moderni con una forma di governo repubblicana nel mondo. Negli anni duemila, seguendo la politica di Vladimir Putin e del partito Russia Unita (partito dominante in tutti gli organi federali), il Parlamento russo modificò la distribuzione delle entrate fiscali, ridusse il numero delle elezioni nelle regioni e diede più potere alle autorità federali.

## Tipologie
Ogni soggetto federale appartiene a uno dei seguenti tipi:
| Legenda                                         | Descrizione |
| ----------------------------------------------- | --- |
| 46 regioni (oblast')                            | Il tipo più comune di soggetto federale con un governatore e un legislatore eletto a livello locale. Comunemente intitolate ai loro centri amministrativi. Sono 48 se si includono le due oblast ucraine occupate di Cherson e Zaporižžja                                                        |
| 22 repubbliche (respublika)                     | Nominalmente autonome, ognuna ha una propria Costituzione e legislatura; sono rappresentate dal governo federale negli affari internazionali; sono pensate per ospitare una specifica minoranza etnica. Sono 24 se si includono le due auto proclamate Repubbliche Popolari di Lugansk e Doneck. |
| 9 territori (kraj)                              | Essenzialmente uguale agli oblast'. Il titolo "kraj" ("frontiera" o "territorio") è storico, legato alla posizione geografica di frontiera avuta in un certo periodo della storia. I kraj attuali non sono collegati al concetto di frontiera.                                                   |
| 4 circondari autonomi (avtonomnyj okrug)        | Con una minoranza etnica sostanziale o predominante. |
| 3 città federali (gorod federal'nogo značenija) | Città di notevole importanza che funzionano come regioni separate (Mosca, San Pietroburgo e Sebastopoli, ma quest'ultima appartiene de iure all'Ucraina). |
| 1 regione autonoma (avtonomnaja oblast')        | L'unica attualmente esistente è l'oblast' autonoma ebraica. |

## Repubbliche
22 degli 85 soggetti federali sono repubbliche. Esse insistono su territori abitati da minoranze etniche e hanno la prerogativa di poter stabilire la propria lingua ufficiale accanto al russo.

I soggetti federali della Federazione Russa

## Regioni
46 degli 85 soggetti federali sono Regione. A essi va aggiunta una regione autonoma.

## Territori
9 degli 85 soggetti federali sono territori. Corrispondono a zone poco abitate della federazione.

## Città federali
Le città di Mosca e San Pietroburgo costituiscono soggetti federali a sé stanti. 
Dal 2014 anche la città di Sebastopoli viene considerata dalla Russia una citta federale, ma essa (e tutta la penisola della Crimea) appartengono de iure all'Ucraina. Oggi è ancora un'area contesa.

## Circondari autonomi
4 circondari autonomi, benché 3 di essi siano considerati anche soggetti a delle oblast', costituiscono dei soggetti federali.

## Fusioni

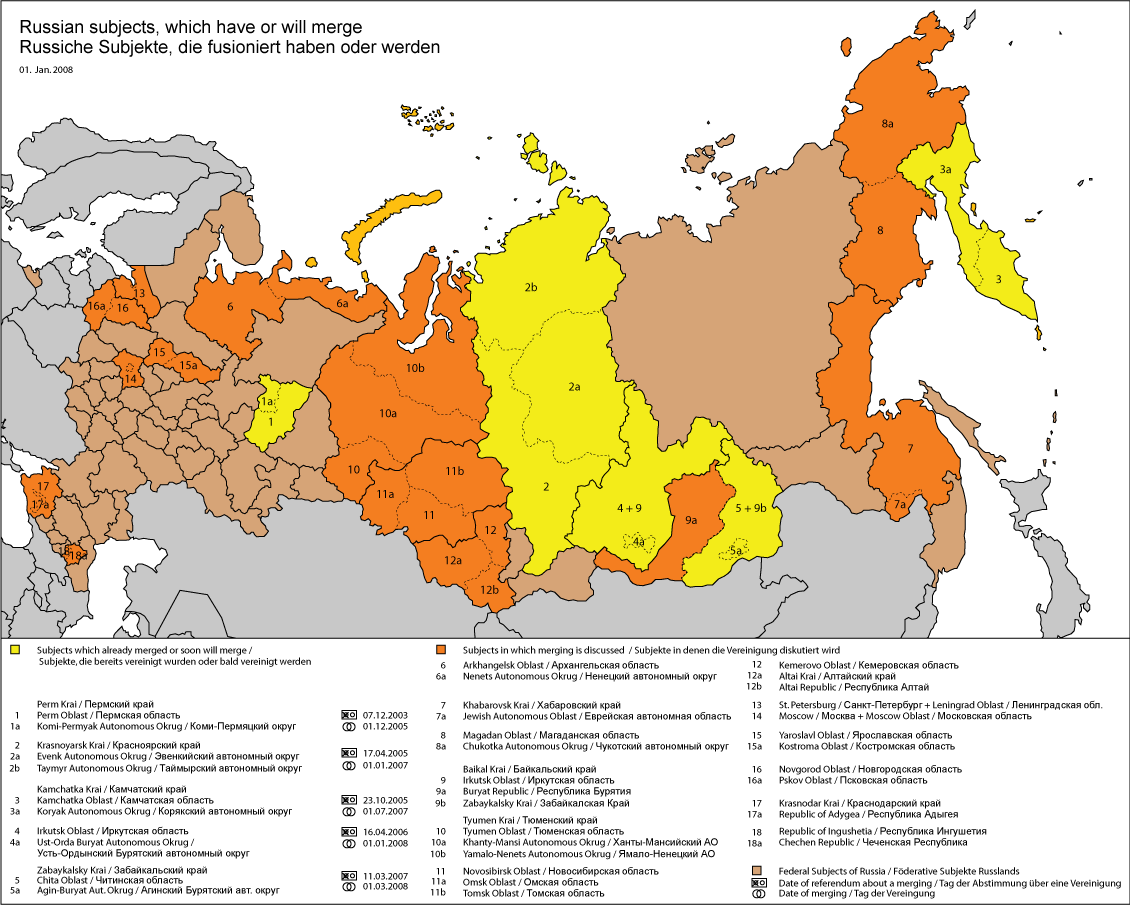
Soggetti federali della Russia: in giallo gli enti che si sono accorpati, dando vita a soggetti più ampi; in arancione gli enti per i quali si è discusso di accorpamento, senza tuttavia generare atti concreti in tal senso.

A partire dal 2005, alcuni dei soggetti federali si sono fusi in territori più ampi. Il processo di fusione è finito il 1º marzo 2008. Nessun'altra fusione è stata pianificata da marzo 2008.
| Territori originali | Data del referendum | Data della fusione | Fusione |
| ------------------- | ------------------- | ------------------ | --- |
| 1, 1a               | 7 dicembre 2003     | 1º dicembre 2005   | Oblast' di Perm' (1) + Circondario dei Komi-Permiacchi (1a) → Territorio di Perm'                                        |
| 2, 2a, 2b           | 17 aprile 2005      | 1º gennaio 2007    | Territorio di Krasnojarsk (2) + Circondario degli Evenchi (2a) + Circondario del Tajmyr (2b) → Territorio di Krasnojarsk |
| 3, 3a               | 23 ottobre 2005     | 1º luglio 2007     | Oblast' di Kamčatka (3) + Circondario dei Coriacchi (3a) → Territorio della Kamčatka                                     |
| 4, 4a               | 16 aprile 2006      | 1º gennaio 2008    | Oblast' di Irkutsk (4) + Circondario autonomo buriato di Ust'-Orda (4a) → Oblast' di Irkutsk                             |
| 5, 5a               | 11 marzo 2007       | 1º marzo 2008      | Oblast' di Čita (5) + Circondario di Aga Buriazia (5a) → Territorio della Transbajkalia                                  |